# Operação Upshot-Knothole
A Operação Upshot-Knothole foi uma série de onze testes conduzidos pelos Estados Unidos em 1953, nela foram testados as duas únicas bombas de hidreto de urânio, e a primeira a ser lançada por um canhão: Grable.

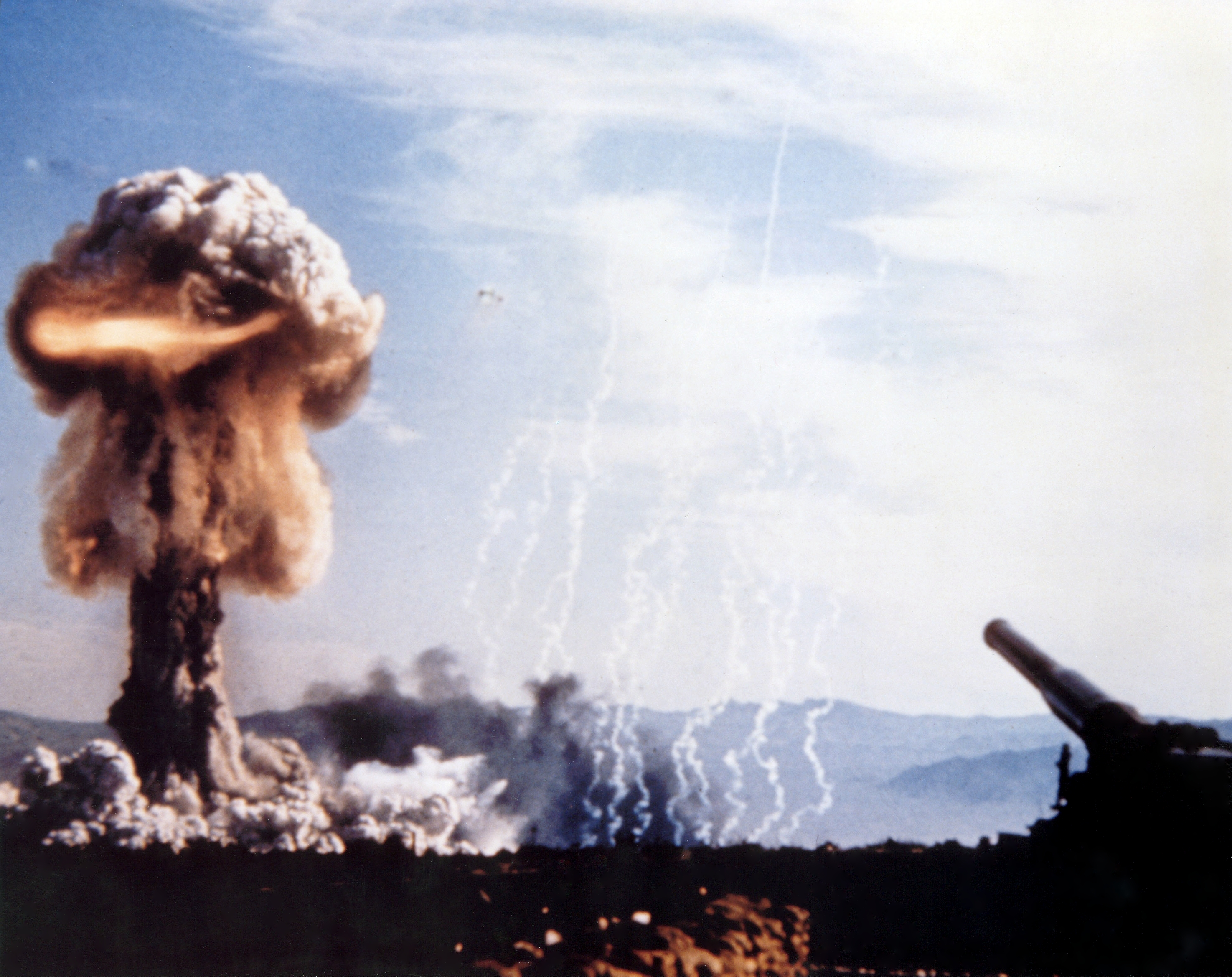

| Nome   | Data                | Localização              | Rendimento   | Nota                                       |
| ------ | ------------------- | ------------------------ | ------------ | ------------------------------------------ |
| Annie  | 17 de março de 1953 | Área de Testes de Nevada | 16 kilotons  |                                            |
| Nancy  | 24 de março de 1953 | Área de Testes de Nevada | 24 kilotons  |                                            |
| Ruth   | 31 de março de 1953 | Área de Testes de Nevada | 0.2 kilotons | Primeira bomba de hidreto de urânio.       |
| Dixie  | 6 de abril de 1953  | Área de Testes de Nevada | 11 kilotons  |                                            |
| Ray    | 11 de abril de 1953 | Área de Testes de Nevada | 0.2 kilotons | Segunda bomba de hidreto de urânio.        |
| Badger | 18 de abril de 1953 | Área de Testes de Nevada | 23 kilotons  | Teste famoso                               |
| Simon  | 25 de abril de 1953 | Área de Testes de Nevada | 43 kilotons  |                                            |
| Encore | 8 de maio de 1953   | Área de Testes de Nevada | 27 kilotons  | Teste com tropas em exercício              |
| Harry  | 19 de maio de 1953  | Área de Testes de Nevada | 32 kilotons  | Extrema contaminação.                      |
| Grable | 25 de maio de 1953  | Área de Testes de Nevada | 15 kilotons  | Primeiro teste com W9, artilharia nuclear. |
| Climax | 4 de junho de 1953  | Área de Testes de Nevada | 61 kilotons  | Maior teste de Upshot-Knothole             |

## Galeria

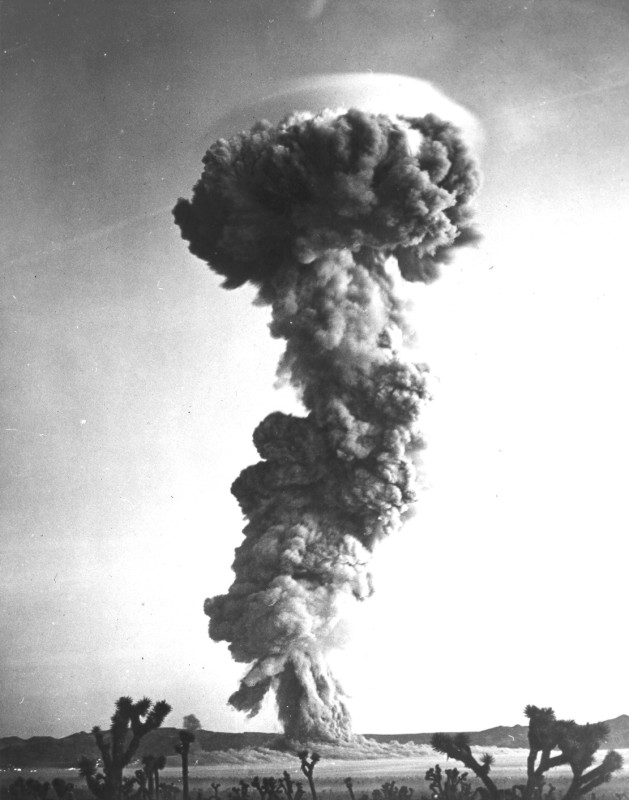
Encore.
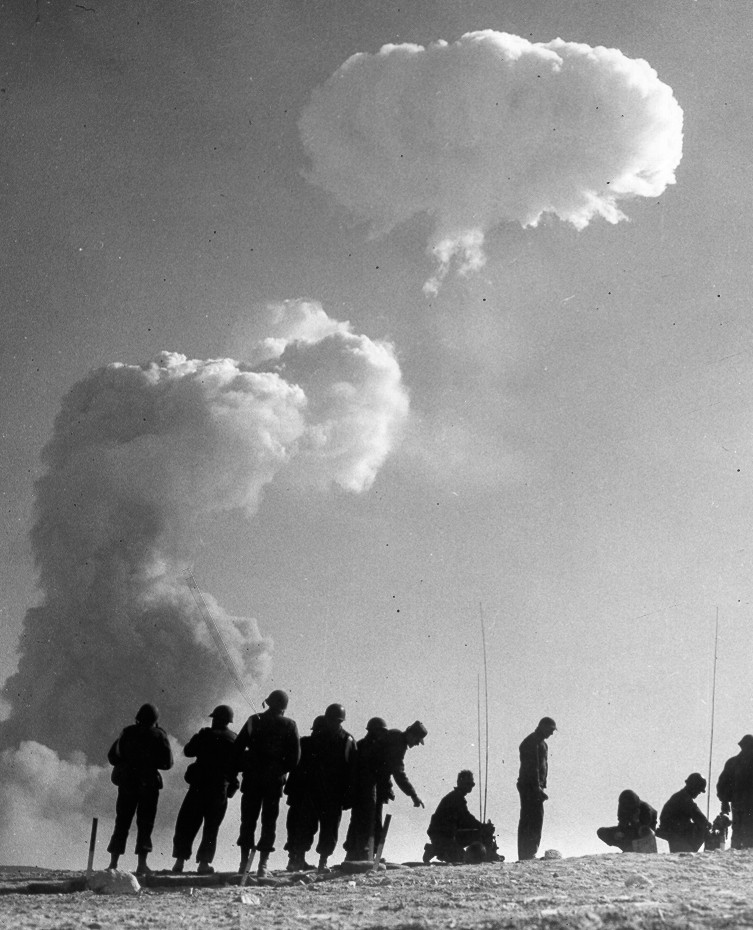
Encore
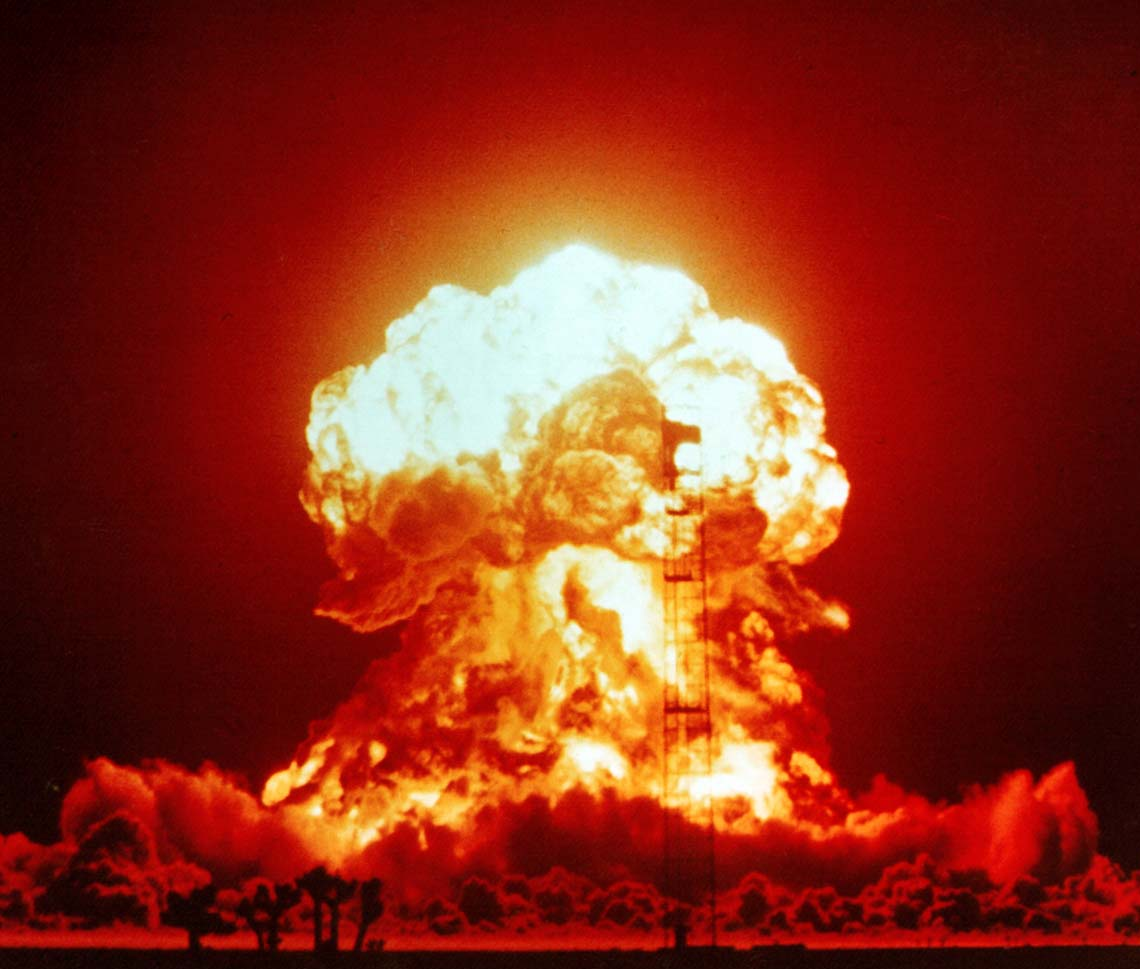
Badger
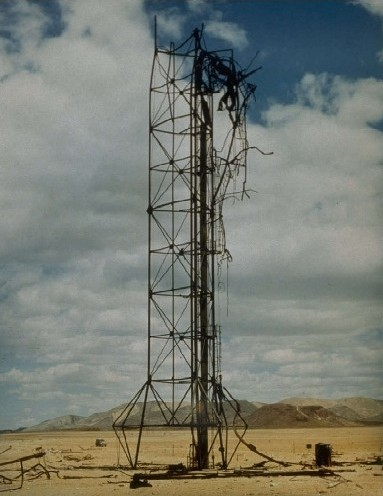
O teste Ruth foi tão fraco que nem destruiu a torre onde estava.